# Путна инфраструктура Републике Српске
Путна инфраструктура Републике ко део транспортне инфраструктуре Републике Српске и Босне и Херцеговине је сложени систем од изузетног значаја за устаљене робне токове, који су у узајамној зависности од протока и транспорта не само на републичком већ и регионалном нивоу. Да би се правилно одвијао и развијао путни саобраћај ова инфраструктура мора бити непрестано усаглашавана са развојем свин облика транспортне инфраструктуре унутар Републике Српске, као и са окружењем.
Фактичко стање настало као последица рата и потписивања Дејтонског мировног споразума и административног разграничења Републике Српске и Федерације БиХ довело је до преусмеравања саобраћаја тако да се главни саобраћајни токови у Републици Српској одвијају деловима магистралних и регионалних путева (у овом тренутку и некатегорисаним путевима) који ни у ранијем периоду након изградње или реконструкције нису пружали задовољавајући ниво саобраћајних услуга.
Тренутни ниво изграђености путне мреже на целокупној територији Републике Српске није задовољавајући, с обзиром да је на 100 km² изграђено свега 16,5 км магистралних и регионалних путева што је знатно испод просека бивше СФР Југославије. Овакав незадовољавајући степен изграђености је посебно изражен у подручју граничних општина. Такво стање неминовно захтева већа улагања за прилагођавање путева новонасталим саобраћајним потребама.

## Проблеми
Због неефикасности (спорости) копненог транспорта, као и неусловних, недовољно санираних ратних
оштећења, али и застарелости комуникација, уз компликоване гранично-царинске формалности које
дуго трају, продужава се време путовања кроз Републику Српску што умањује ефикасност превоза и увећава трошкове услуга транспорта, и намеће све израженију потребу за убрзанији развој свих видова транспорта.
Путна мрежа у Републици Српској и Федерације БиХ спада међу слабо развијене у Европи. То се види како из података о густини мреже (0,468 км/км2 – што је 2,5 до 4 пута мање него у земљама западне Европе), тако и по техничким показатељима, елементима трасе, подужног и попречног профила. И поред учињених напора (када је модернизовано 78,5% магистралне и регионалне путне мреже),  уз ограничена расположива средства, садашње стање путева не одговара нараслим потребама и ова ситуација ће се сваке године све више погоршавати уколико се не предузму озбиљније акције.
Неповољној саобраћајној функционалности путне мреже БиХ доприноси и слаба изграђеност
саобраћајница вишег нивоа услуге и повезаност са суседним земљама. 
Стање магистралних путева
Од укупно 1.768,36 км магистралних путева, постоји око 21,06 километара пута који није прекривен савременим коловозним застором. Даље од 1.747,30 километара (98,81%), магистралних путева са
асфалтним застором, 21,06 километара (1,19%), је са макадамским застором.
Стање регионалних путева
Код регионалних путева стање је знатно неповољније. Томе је, крајем 1990. године, нарочито
допринело некритичко проглашење око 1.500 км локалних путева у регионалне. Од укупно 2.147,83 километра са
асфалтним застором је 1.741,29 километара (81,07%), а са макадамским и земљаним застором је
преостало 406,54 километра (18.93%) дужине. 
Стање локалних путева
У мрежи путева РС су и локални путеви од посебног значаја, који су новом административном
поделом Босне и Херцеговине добили на саобраћајном значају, а у међувремену није извршена њихова
прекатегоризација.
Њихова дужина износи 223,14 километра, од чега је 123,95 километара са асфалтним застором (55,55%) и 99,19 километара са макадамским и земљаним застором (44,45%).
Ширина и нагиб коловоза
Учешће дионица путева са ширином коловоза до 5 м износи 26%, на чак 41,5% деоница постоји нагиб
већи од 6%, а на 14 дионица је нагиб већи и од 10%. 
Оперативне брзине саобраћајница
Недовољне ширине коловоза, велики нагиби, оштри радијуси, масовна изградња у путном појасу и релативно лоше стање коловозних конструкција доприносе да су оперативне брзине око 50 км/час, а ниво услуге С, D, па чак и Е, што има за последицу огромне саобраћајне трошкове и велики број саобраћајних незгода. 
Епилог
Када се узме у обзир да се чак 98% укупног транспортног рада одвија на путевима, јасно је какве реперкусије недовољно развијена и неоспособљена путна мрежа има по опште друштвено-економске токове у Републици Српској али и у Босни и Херцеговини.

## Друмски транспорт у РС
Република Српска континенталну и регијску примарну интеграцију своје територије, остварује  путем израђене транспортне инфраструктурне мреже, дугорочно базира на паневропским коридорима:
- Коридор X (изграђен): Салцбург – Љубљана – Загреб – Београд – Ниш – Скопље – Солун и
- Коридор Vс (планиран): Будимпешта – Осијек – Вукосавље – Сарајево – Плоче.

Осим европских коридора, глобана интеграција се базира и на међународном аеродрому Бања Лука (Маховљани) и поштанско-телекомуникационом центру у Бањалуци, а у оквиру водног транспрота на међународном водотоку, на реци Сави.
Основну мрежу путева Републике Српске сачињава мрежа магистралних и регионалних путева. Путну мрежу у Републици Српској чини ауто-пут Бањалука–Градишка (32 км), магистрални путеви (1768,36 км), регионални путеви (2.147,83 км) и локални путеви (процена око 6.030 км).

#### Ауто-путеви
- Ауто-пут Градишка — Бања Лука:[5] Чатрња — Берек — Крнете — Маховљани — Лакташи — Клашнице — Гламочани
- Ауто-пут Бања Лука — Добој:[5] Маховљани — Прњавор — Јоховац.

#### Магистрални путеви
Магистрални путеви у Републици Српској који припадају европској мрежи међународних путева су:
- Европски пут Е73 (М17): (Хрватска) Славонски Шамац/Шамац — Модрича — Руданка — Добој — Каруше — (Федерација БиХ)
- Европски пут Е661 (М16): (Хрватска) Стара Градишка/Градишка — Лакташи — Бања Лука — Карановац — Угар — (Федерација БиХ)
- Европски пут Е761 (М5): (Федерација БиХ) — Велечево — Чађавица — Рогољи — Мркоњић Град — Језеро — (Федерација БиХ)
- Европски пут Е761 (М5): (Федерација БиХ) — Источно Сарајево — Подроманија — Рогатица — Ново Горажде — Вишеград — Вардиште/Котроман (Србија)
- Европски пут Е762 (М18): (Федерација БиХ) — Источно Сарајево — Трново — Фоча — Хум/Шћепан Поље (Црна Гора)

| Категорија путева  | Република Српска км / % | Федерација БиХ км / % | Укупно км / %   |
| ------------------ | ----------------------- | --------------------- | --------------- |
| Ауто-путеви        | 32,0/ 40,51%            | 47,00/ 59,49%         | 79,00 / 100%    |
| Магистрални путеви | 1.768,36 /46,37%        | 2.045,00 /53,63%      | 3.813,36 / 100% |
| Регионални путеви  | 2.147,83 /44,73%        | 2.653,00 /55,27%      | 4.800,83 / 100% |
| УКУПНО             | 3.948,19 /45,42%        | 4.466,8 /54,58%       | 8.693,19 / 100% |

## Путни правци у РС
По значају за мрежу са транспортног и друштвено-економског аспекта издвајају се два главна правца, на којима се и одвија већи део транспорта, а то су:
Северни правац
Северни правац, дуг око 335 км, који се протеже од границе Хрватске, Новог Града преко Приједора, Бањe Луке, Дервенте, Модриче, Брчког и Бијељине до границе са Србијом.
Источни правац
Источни правац, дуг око 390 км, који се пружа од Бијељине преко Зворника, Власенице, Хан Пијеска, Источног Сарајева, Рогатице, Новог Горажда (веза за Вишеград и Србију), Фоче, Гацка до Требиња, одакле се раздваја према границама Хрватске и Црне Горе. Дужина „сјеверног правцаʺ је око 335 км, а „источног правца” око 390 км.
Паралелни правци
Са северним правцем паралелан је правац, који пресеца Републику Српску на два места, и то на
делу од Кључа, преко Мркоњић Града до Јајца (правац пута М5) и од Источног Сарајева, преко
Трнова и Фоче, до границе са Црном Гором (пут М18), као и јужни правци, који се протежу од
Мостара преко Невесиња до Гацка и преко Стоца и Љубиња до Требиња. 
Путни правци север-југ
Целину путне мреже надопуњују још три пута на правцу север – југ и то:
- први – од Градишке, преко Бање Луке, Мркоњић Града према Бихаћу на западу, Ливну на југу и Јајцу и Травнику на истоку,
- други – од Шамца, преко Модриче и Добоја према Зеници, Сарајеву и Мостару на југу (правац коридора Vc),
- трећи – од Бијељине према Тузли и Сарајеву на југу.

## Главни циљеви развој путне инфраструктуре у РС
Резервацијом простора за саобраћајне коридоре и градњом нових саобраћајница Република Српска настоји да обезбеди одговарајући развој свих елемената транспортне мреже, чију ће реализацију диктирати саобраћајно-технички услови и економске могућности.
Влада Републике Српске, односно Министарство саобраћаја и веза Републике Српске је планирало изградњу 430 km ауто-пута. Процењена вредност ових радова је 2,937 милијарди евра. Међу планираним ауто-путевима су правци:
- Е73 Ауто-пут Добој —Вукосавље, Паневропски коридор 5ц[5]
- Ауто-пут Бања Лука — Млиништа[5]
- Ауто-пут Вукосавље — Брчко — Бијељина[5]
- Аутопут Бањалука–Нови Град.[5]

## Законска регулатива
- Закон о превозу у друмском саобраћају (Службени гласник Републике Српске, број 47/17)
- Закон о јавним путевима (Службени гласник Републике Српске, број 89/13 и 83/19)
- Закон о безбједности саобраћаја на путевима Републике Српске (Службени гласник Републике Српске, број 63/11)
- Закон о основама безбједности саобраћаја на путевима у БиХ (Службени гласник Републике Српске, број 96/06)